# Campeonato Chileno de Futebol de 2020 – Segunda Divisão
A Segunda Divisão do Campeonato Chileno de Futebol de 2020 (oficialmente Campeonato Juegaenlinea.com Primera B 2020 por motivos de patrocínio) é a 71ª edição da Primera B, um campeonato de clubes equivalente à segunda divisão do futebol do Chile.[carece de fontes?] A competição é organizada pela Associação Nacional de Futebol Profissional (ANFP), entidade esportiva independente e ligada à Federação de Futebol do Chile (FFCh), e patrocinada pela Juegaenlinea.com, uma plataforma de entretenimento esportivo e jogos online. A temporada é disputada por 15 clubes e dividida em duas fases, uma classificatória de pontos corridos em dois turnos e uma fase final com play-offs no sistema mata-mata. Começou em 22 de janeiro de 2020 com a disputa da primeira rodada da fase de classificação e será concluída em fevereiro de 2021 com a final dos play-offs.[carece de fontes?] O campeão será promovido para a Primera División de 2021, elite do futebol chileno, e o último da tabela do rebaixamento será rebaixado para a Segunda División Profesional de 2021, terceira divisão chilena.

## Regulamento

### Sistema de disputa
Na temporada regular, os 15 times se enfrentam em turno e returno (jogos de ida e volta) no sistema de pontos corridos (todos contra todos), num total de 30 rodadas (um clube folga a cada rodada). Ao final da fase de classificação, o time com o maior número de pontos fica com o título da segunda divisão chilena e será promovido à primeira divisão de 2021; os times do segundo ao sexto lugar se classificam para os playoffs, cujo vencedor também garante vaga na primeira divisão de 2021. Quartas de final, semifinal e final dos playoffs serão disputadas no sistema mata-mata em jogos de ida e volta. No tocante ao rebaixamento, como nenhum time foi rebaixado ao final da temporada anterior, será elaborada uma tabela ponderada que levará em conta o desempenho dos times na temporada anterior e na atual temporada. O último colocado desta tabela será rebaixado para a Segunda División Profesional (terceira divisão chilena) de 2021.

### Critérios de desempate
O sistema de pontuação é simples: 3 pontos por vitória, 1 por empate e 0 por derrota. Em caso de empate por pontos entre dois ou mais clubes, os critérios de desempate serão aplicados na seguinte ordem:
| Temporada regular 1. Saldo de gols 2. Vitórias 3. Gols marcados 4. Gols marcados como visitante 5. Cartões vermelhos 6. Cartões amarelos 7. Sorteio | Playoffs 1. Saldo de gols 2. Cobrança de pênaltis |

Vale ressaltar que em caso de empate em pontos na primeira colocação, as regras serão aplicadas da seguinte maneira: se for entre dois times, teremos um jogo extra em campo neutro, com cobrança de pênaltis em caso de empate no tempo normal; se for entre mais de dois times, teremos a aplicação dos critérios da fase de classificação e os 2 times melhores classificados disputam o jogo extra.

## Participantes

### Informações dos clubes
| Clube                 | Cidade        | Região             | Estádio                    | Títulos                     |
| --------------------- | ------------- | ------------------ | -------------------------- | --------------------------- |
| Barnechea             | Lo Barnechea  | Santiago           | Municipal de Lo Barnechea  | 0 (não possui)              |
| Cobreloa              | Calama        | Antofagasta        | Zorros del Desierto        | 0 (não possui)              |
| Deportes Copiapó      | Copiapó       | Atacama            | Luis Valenzuela Hermosilla | 0 (não possui)              |
| Deportes Melipilla    | Melipilla     | Santiago           | Roberto Bravo Santibáñez   | 2 (último em 2006)          |
| Deportes Puerto Montt | Puerto Montt  | Los Lagos          | Chinquihue                 | 1 (em 2002)                 |
| Deportes Santa Cruz   | Santa Cruz    | O'Higgins          | Joaquín Muñoz García       | 0 (não possui)              |
| Deportes Temuco       | Temuco        | Araucanía          | Germán Becker              | 5 (último em 2015–16)       |
| Deportes Valdivia     | Valdivia      | Los Lagos          | Parque Municipal           | 0 (não possui)              |
| Magallanes            | Maipú         | Santiago           | Luis Navarro Avilés        | 0 (não possui)              |
| Ñublense              | Chillán       | Bío-Bío            | Nelson Oyarzún Arenas      | 1 (em 1976)                 |
| Rangers               | Talca         | Maule              | Fiscal de Talca            | 3 (último em 1997–Apertura) |
| San Luis              | Quillota      | Valparaíso         | Lucio Fariña Fernández     | 4 (último em 2014–15)       |
| San Marcos            | Arica         | Arica e Parinacota | Carlos Dittborn            | 3 (último em 2013–14)       |
| Santiago Morning      | Independencia | Santiago           | Municipal de La Pintana    | 3 (último em 2005)          |
| Unión San Felipe      | San Felipe    | Valparaíso         | Municipal de San Felipe    | 3 (último em 2009)          |

| Fonte: ANFP (em castelhano) – Soccerway (em português) |

## Temporada Regular

### Classificação
| Pos | Equipe                | Pts | J  | V  | E  | D  | GP | GC | SG  | Classificação                        |
| --- | --------------------- | --- | -- | -- | -- | -- | -- | -- | --- | ------------------------------------ |
| 1   | Ñublense (C)          | 50  | 28 | 15 | 5  | 8  | 51 | 33 | +18 | Promovido à Primera División de 2021 |
| 2   | Unión San Felipe      | 46  | 28 | 12 | 10 | 6  | 37 | 25 | +12 | Final dos Playoffs                   |
| 3   | Rangers               | 45  | 28 | 12 | 9  | 7  | 43 | 39 | +4  | Quartas de final dos Playoffs        |
| 4   | Deportes Puerto Montt | 42  | 28 | 11 | 9  | 8  | 36 | 28 | +8  | Quartas de final dos Playoffs        |
| 5   | Deportes Melipilla    | 42  | 28 | 11 | 9  | 8  | 30 | 23 | +7  | Quartas de final dos Playoffs        |
| 6   | Deportes Temuco       | 41  | 28 | 11 | 8  | 9  | 35 | 34 | +1  | Quartas de final dos Playoffs        |
| 7   | San Marcos            | 41  | 28 | 12 | 5  | 11 | 27 | 29 | −2  |                                      |
| 8   | Magallanes            | 40  | 28 | 9  | 13 | 6  | 31 | 25 | +6  |                                      |
| 9   | Deportes Copiapó      | 39  | 28 | 10 | 9  | 9  | 48 | 46 | +2  |                                      |
| 10  | Cobreloa              | 36  | 28 | 9  | 9  | 10 | 37 | 33 | +4  |                                      |
| 11  | San Luis              | 33  | 28 | 8  | 9  | 11 | 31 | 35 | −4  |                                      |
| 12  | Santiago Morning      | 31  | 28 | 7  | 10 | 11 | 29 | 39 | −10 |                                      |
| 13  | Barnechea             | 30  | 28 | 7  | 9  | 12 | 39 | 45 | −6  |                                      |
| 14  | Deportes Valdivia     | 28  | 28 | 6  | 10 | 12 | 34 | 48 | −14 |                                      |
| 15  | Deportes Santa Cruz   | 22  | 28 | 6  | 4  | 18 | 28 | 54 | −26 |                                      |

### Resultados
| Mandante \ Visitante  | BAR | COB | CDC | MEL | DPM | DSC | TEM | VAL | MAG | ÑUB | RAN | SL  | SMA | SM  | USF |
| --------------------- | --- | --- | --- | --- | --- | --- | --- | --- | --- | --- | --- | --- | --- | --- | --- |
| Barnechea             | —   | 2–2 | 3–1 | 0–1 | 1–1 | 2–3 | 1–1 | 3–3 | 2–1 | 2–4 | 7–1 | 2–0 | 2–1 | 1–3 | 1–0 |
| Cobreloa              | 2–0 | —   | 1–1 | 0–0 | 1–1 | 0–1 | 1–0 | 6–0 | 0–1 | 4–2 | 3–0 | 0–0 | 3–1 | 2–3 | 0–2 |
| Deportes Copiapó      | 2–2 | 1–2 | —   | 4–1 | 1–3 | 2–0 | 2–3 | 1–0 | 4–4 | 1–0 | 1–1 | 1–0 | 3–1 | 4–1 | 1–2 |
| Deportes Melipilla    | 3–1 | 1–1 | 1–2 | —   | 2–0 | 0–0 | 0–2 | 2–0 | 0–0 | 1–0 | 1–0 | 3–0 | 0–1 | 1–1 | 0–1 |
| Deportes Puerto Montt | 1–1 | 1–0 | 1–1 | 0–0 | —   | 4–1 | 2–2 | 3–2 | 1–0 | 3–2 | 0–0 | 5–0 | 3–0 | 0–0 | 1–0 |
| Deportes Santa Cruz   | 0–1 | 4–1 | 1–4 | 2–4 | 0–1 | —   | 0–2 | 3–2 | 0–3 | 1–3 | 0–2 | 1–3 | 0–2 | 2–1 | 2–1 |
| Deportes Temuco       | 3–1 | 1–0 | 0–0 | 0–3 | 2–1 | 2–1 | —   | 0–0 | 1–1 | 1–2 | 0–0 | 0–1 | 2–1 | 0–1 | 1–0 |
| Deportes Valdivia     | 1–1 | 1–1 | 4–2 | 0–1 | 1–0 | 1–0 | 0–4 | —   | 1–0 | 2–2 | 0–1 | 1–1 | 2–1 | 2–1 | 2–2 |
| Magallanes            | 1–1 | 1–1 | 1–1 | 0–0 | 1–0 | 2–0 | 1–0 | 1–1 | —   | 0–0 | 5–5 | 1–0 | 0–0 | 1–0 | 1–1 |
| Ñublense              | 1–0 | 3–2 | 5–0 | 4–0 | 2–0 | 2–2 | 1–2 | 2–1 | 2–1 | —   | 4–2 | 2–1 | 1–0 | 2–1 | 2–3 |
| Rangers               | 2–1 | 3–1 | 1–1 | 1–0 | 3–1 | 4–1 | 5–1 | 3–2 | 1–0 | 1–0 | —   | 1–2 | 1–2 | 1–0 | 2–2 |
| San Luis              | 4–1 | 0–1 | 2–2 | 1–1 | 2–0 | 0–0 | 3–0 | 3–2 | 0–1 | 0–2 | 1–1 | —   | 1–2 | 1–1 | 1–2 |
| San Marcos            | 1–0 | 3–1 | 2–3 | 1–0 | 0–0 | 2–1 | 1–0 | 1–1 | 1–0 | 0–0 | 0–0 | 0–2 | —   | 0–1 | 2–1 |
| Santiago Morning      | 0–0 | 0–1 | 2–1 | 0–3 | 1–2 | 2–1 | 4–4 | 1–1 | 1–1 | 2–1 | 1–1 | 1–1 | 0–1 | —   | 0–4 |
| Unión San Felipe      | 2–0 | 0–0 | 2–1 | 1–1 | 2–1 | 1–1 | 1–1 | 2–1 | 1–2 | 0–0 | 2–0 | 1–1 | 1–0 | 0–0 | —   |

## Playoffs
|  | Quartas de final | Quartas de final      | Quartas de final |  |  | Semifinal | Semifinal      | Semifinal |  |  | Final | Final            | Final |
|  |                  |                       |                  |  |  |           |                |           |  |  |       |                  |       |
|  | 3                | Rangers               | 2                |  |  |           |                |           |  |  |       |                  |       |
|  | 6                | Deportes Temuco       | 0                |  |  |           |                |           |  |  | 2     | Unión San Felipe | 1(1)  |
|  |                  |                       |                  |  |  | 3         | Rangers        | 1         |  |  | 4     | Dep. Melipilla   | 1(3)  |
|  |                  |                       |                  |  |  | 4         | Dep. Melipilla | 3         |  |  |       |                  |       |
|  | 4                | Deportes Puerto Montt | 2                |  |  |           |                |           |  |  |       |                  |       |
|  | 5                | Deportes Melipilla    | 3                |  |  |           |                |           |  |  |       |                  |       |

## Tabela Ponderada
Para esta temporada, será elaborada uma tabela ponderada computando uma média dos pontos ganhos por jogo nesta temporada e na anterior, com a média de pontos ganhos na temporada de 2019 ponderada em 60% e a média de pontos ganhos na temporada de 2020 ponderada em 40%. A equipe promovida San Marcos de Arica terá apenas a média de seus pontos na temporada 2020, sem ponderação. A última equipe colocada nesta tabela no final da temporada será rebaixada.
| Pos. | Equipe                | 2019 | 2019 | 2019  | 2020 | 2020 | 2020  | Média | Rebaixamento                                     |
| Pos. | Equipe                | Pts. | J    | Média | Pts. | J    | Média | Média | Rebaixamento                                     |
| ---- | --------------------- | ---- | ---- | ----- | ---- | ---- | ----- | ----- | ------------------------------------------------ |
| 1    | Ñublense              | 42   | 27   | 0.933 | 50   | 28   | 0.714 | 1.647 |                                                  |
| 2    | Unión San Felipe      | 39   | 27   | 0.867 | 46   | 28   | 0.657 | 1.524 |                                                  |
| 3    | Deportes Melipilla    | 39   | 26   | 0.9   | 42   | 28   | 0.6   | 1.5   |                                                  |
| 4    | San Marcos de Arica   | —    | —    | —     | 41   | 28   | 1.464 | 1.464 |                                                  |
| 5    | Deportes Copiapó      | 38   | 26   | 0.877 | 39   | 28   | 0.557 | 1.434 |                                                  |
| 6    | Deportes Temuco       | 38   | 27   | 0.844 | 41   | 28   | 0.586 | 1.43  |                                                  |
| 7    | Deportes Puerto Montt | 37   | 27   | 0.822 | 42   | 28   | 0.6   | 1.422 |                                                  |
| 8    | Cobreloa              | 39   | 26   | 0.9   | 36   | 28   | 0.514 | 1.414 |                                                  |
| 9    | Barnechea             | 40   | 27   | 0.889 | 30   | 28   | 0.429 | 1.318 |                                                  |
| 10   | Rangers               | 28   | 27   | 0.622 | 45   | 28   | 0.643 | 1.265 |                                                  |
| 11   | Santiago Morning      | 34   | 26   | 0.785 | 31   | 28   | 0.443 | 1.228 |                                                  |
| 12   | Magallanes            | 25   | 26   | 0.577 | 40   | 28   | 0.571 | 1.148 |                                                  |
| 13   | Deportes Santa Cruz   | 37   | 27   | 0.822 | 22   | 28   | 0.314 | 1.136 |                                                  |
| 14   | San Luis              | 27   | 26   | 0.623 | 33   | 28   | 0.471 | 1.094 |                                                  |
| 15   | Deportes Valdivia (R) | 19   | 27   | 0.422 | 28   | 28   | 0.4   | 0.822 | Rebaixado à Segunda División Profesional de 2021 |

| Fonte: ANFP (em castelhano) |

## Premiação
| Campeonato Chileno de Futebol de 2020 Segunda Divisão | Campeonato Chileno de Futebol de 2020 Segunda Divisão |
| ----------------------------------------------------- | ----------------------------------------------------- |
| Club de Deportes Ñublense Campeão (2º título)         |                                                       |